# Chen Kuo-fu
Chen Kuo-fu, né le 13 mai 1958, est un réalisateur, scénariste et producteur de cinéma taïwanais.

## Biographie
Chen Kuo-fu a commencé à travailler comme critique de cinéma avant de devenir réalisateur. Son quatrième film, Partagerait bonheur... (1998) a été sélectionné au Festival de Cannes 1999 dans la section Un certain regard. Son film suivant Double Vision (2002) a connu le succès à Taïwan. Depuis le début des années 2000, il travaille pour la compagnie de production Huayi Brothers.

## Filmographie

### Réalisateur
- 1989 : Highschool Girls (國中女生, Guózhōng nǚshēng)
- 1993 : Treasure Island (只要為你活一天, Zhǐyào wèi nǐ huó yītiān)
- 1995 : The Peony Pavilion (我的美麗與哀愁, Wǒ dì měilì yǔ āichóu)
- 1998 : Partagerait bonheur... (徵婚啟事, Zhēnghūn qǐshì)
- 2002 : Double Vision (雙瞳, Shuāng tóng)
- 2009 : The Message (en) (風聲, Fēngshēng)

### Scénariste
- 1998 : Partagerait bonheur...
- 2002 : Double Vision
- 2008 : Forever Enthralled
- 2009 : The Message (en)
- 2010 : Détective Dee : Le Mystère de la flamme fantôme
- 2013 : Détective Dee 2 : La Légende du Dragon des mers

### Producteur
- 2002 : Double Vision
- 2003 : Les Guerriers de l'empire céleste (producteur délégué)
- 2007 : Héros de guerre (producteur délégué)
- 2009 : The Message (en)
- 2012 : Back to 1942 (producteur délégué)
- 2013 : Détective Dee 2 : La Légende du Dragon des mers
- 2021 : The Yinyang Master